# Czerna (Żukowice)
Czerna (deutsch Klein Tschirne, 1936–1945 Alteichen) ist ein Dorf in der Landgemeinde Żukowice im Powiat Głogowski der Woiwodschaft Niederschlesien in Polen.

## Geschichte
1485 gehörte Klein Tschirne dem Melchior von Glaubitz. Später gelangte es an das Adelsgeschlecht Rechenberg, dem das Adelsgeschlecht Stosch folgte, danach erneut die Rechenberg und anschließend wieder die Stosch. In deren Auftrag wurde 1758 im Dorf eine lutherische Kirche gebaut. Das Kirchengebäude wurde in den 1950er Jahren abgerissen. Vom Ende des 18. bis zur Mitte des 19. Jahrhunderts wechselten die Eigentümer mehrmals, bis es schließlich die Freiherren Buddenbrock erwarben. Später ging es an die Familie von Frische über.

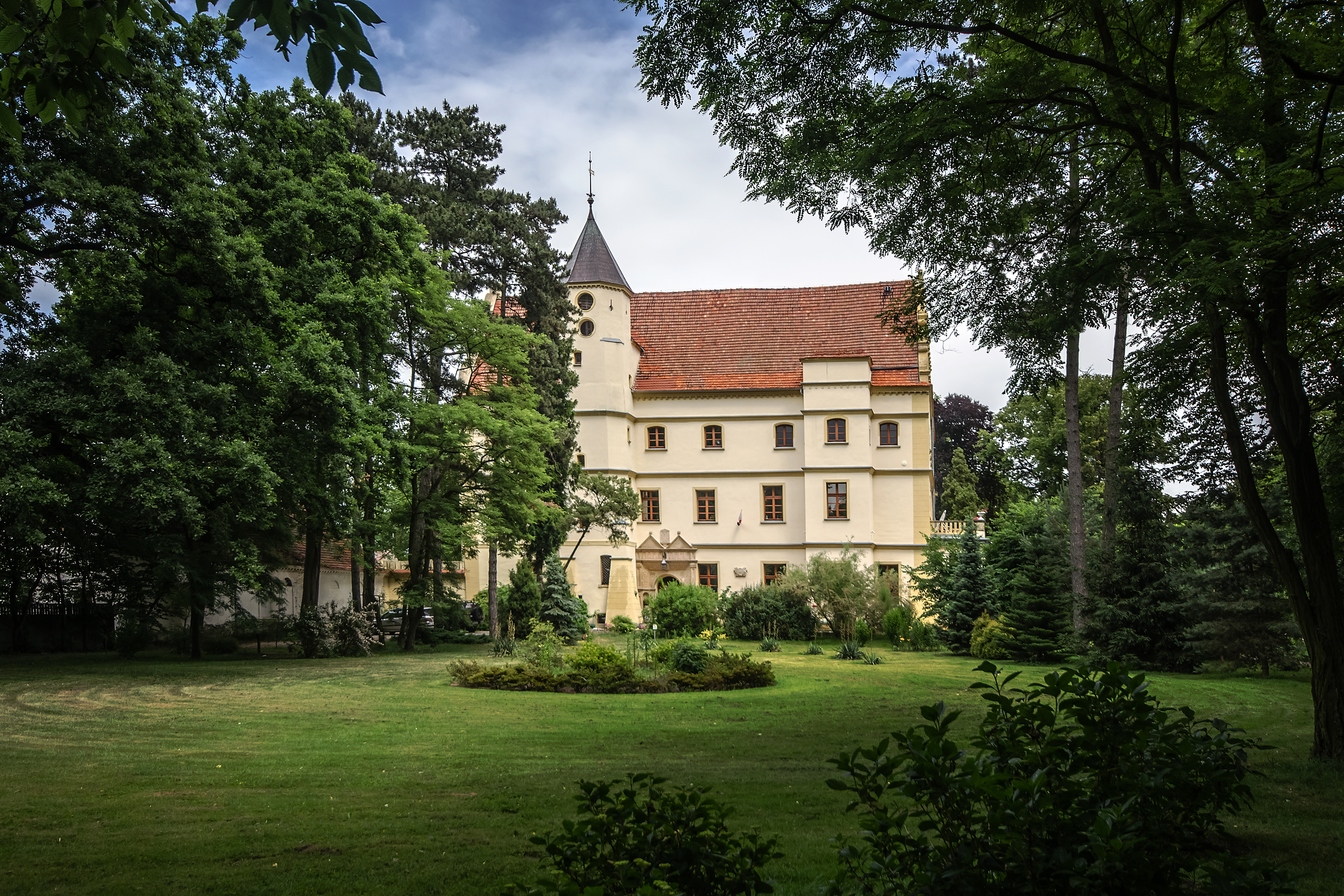
Schloß Czerna
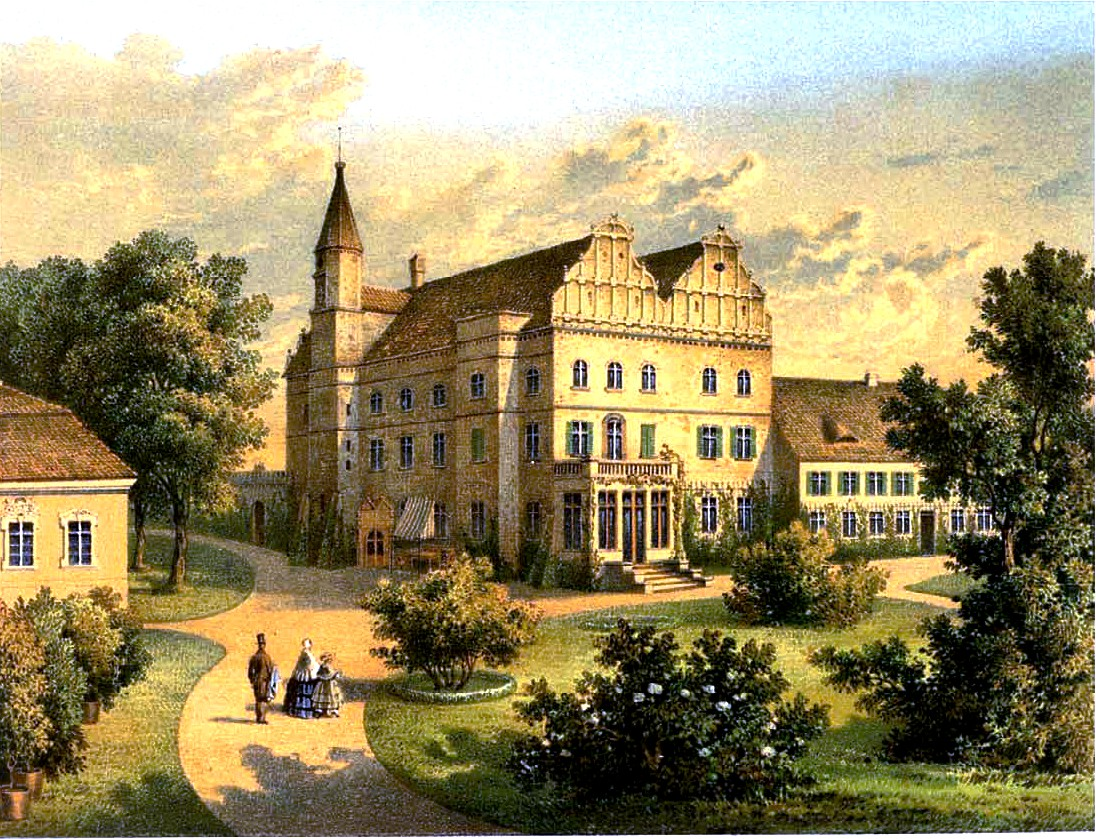
Schloß Klein-Tschirnau historische Abbildung
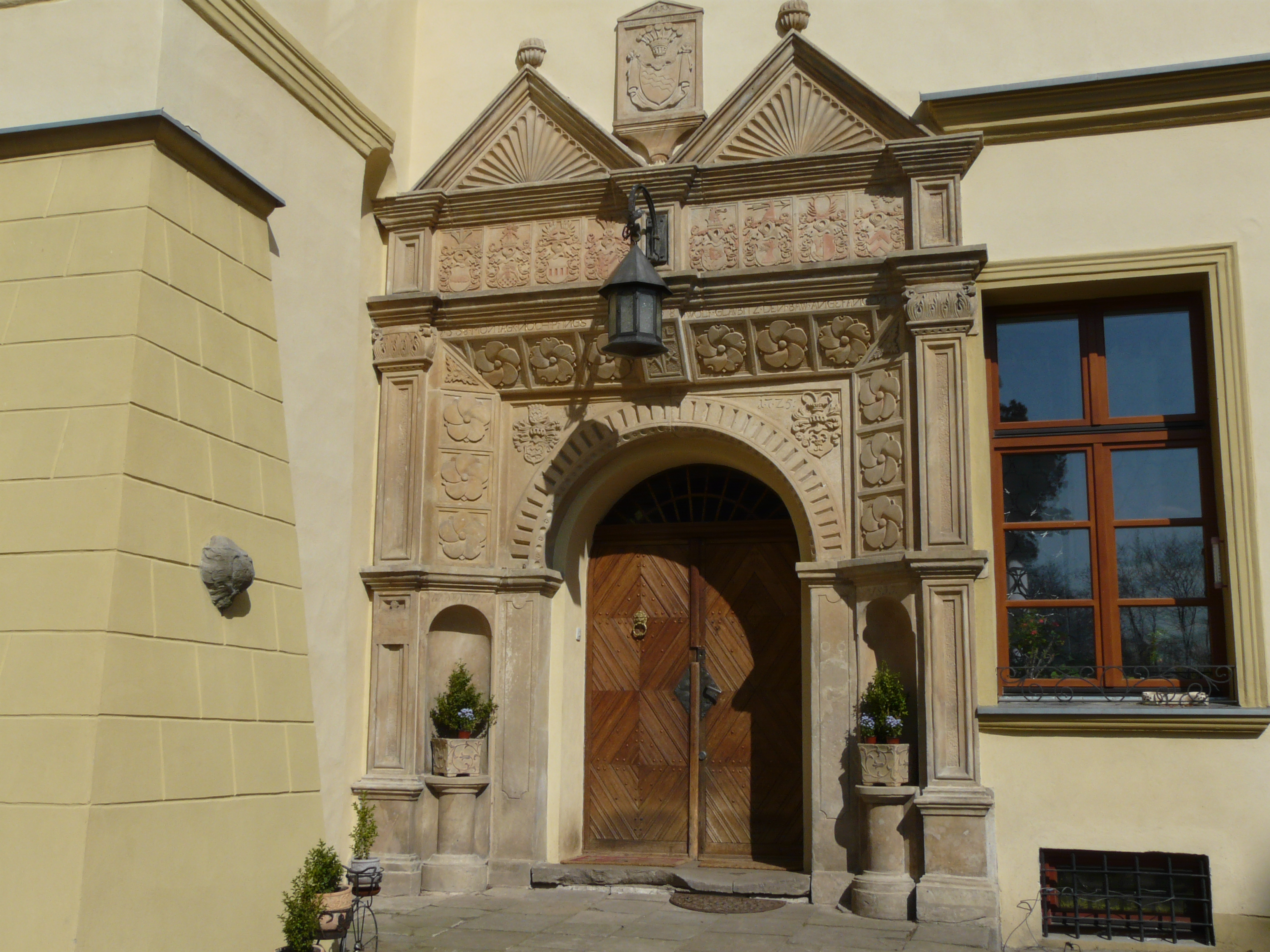
Schlossportal
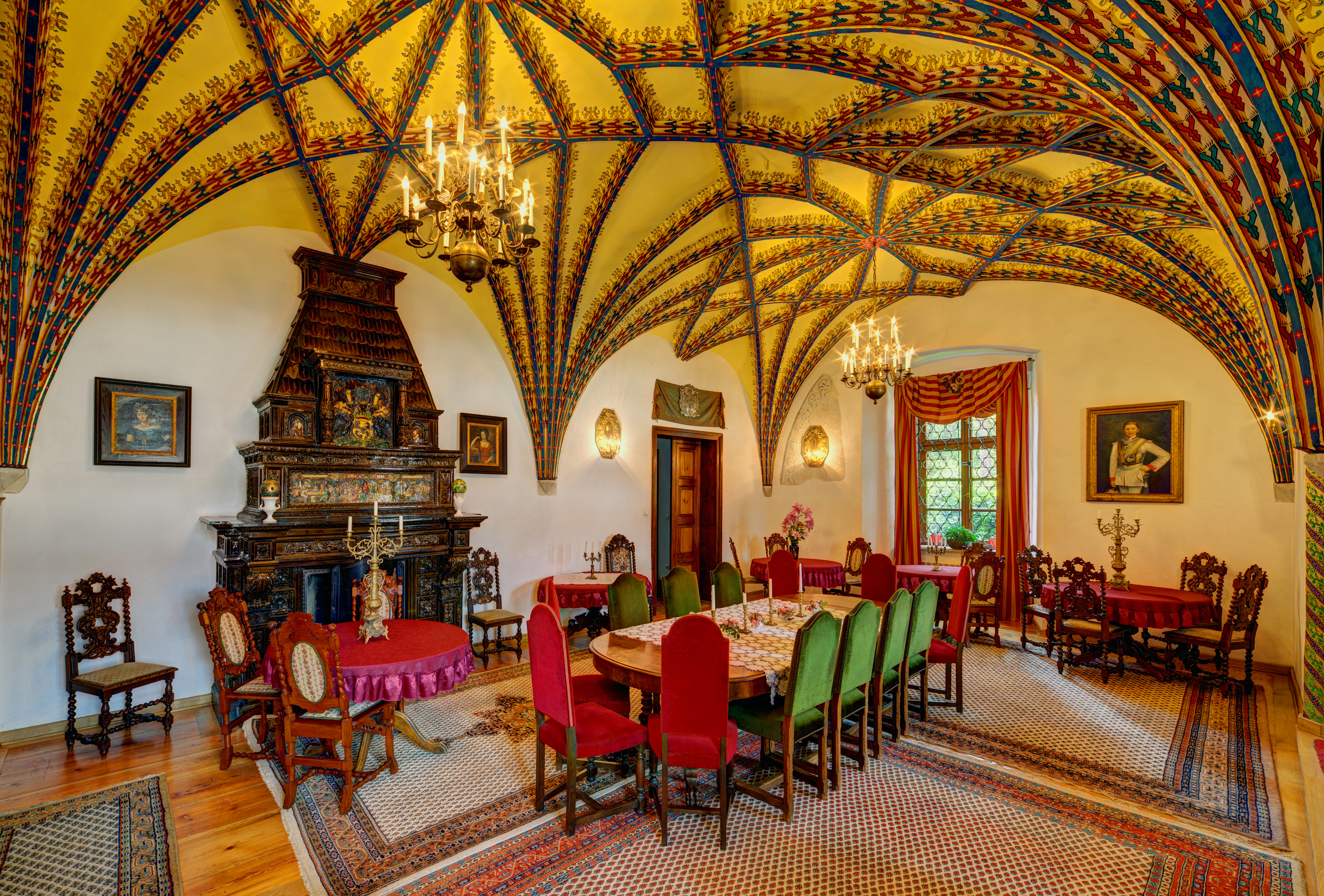
Schlosssaal

## Sehenswürdigkeiten
- Das Schloss Klein Tschirne  wurde von Hans Lindner 1556 bis 1559 für die Familie von Glaubitz errichtet. 1725 wurde es barockisiert und im 19. Jahrhundert erweitert. Das Portal ist mit dem Wappen der vormaligen Besitzer verzierter. Das Schloß ist heute in Privatbesitz. Die Ostseite der Anlage wird durch einen mit Eichen bepflanzten Hochwasserdamm längs der Oder begrenzt.
- Landschaftspark aus dem 19. Jahrhundert.
- Wohnhaus Nr. 9, aus dem Anfang des 19. Jahrhunderts
- Auf dem ehemaligen Bauernhof sind ein Herrenhaus und ein Getreidespeicher aus dem 19. Jahrhundert erhalten.